# Stenalia abyssinica
Stenalia abyssinica es una especie de coleóptero de la familia Mordellidae.

## Distribución geográfica
Habita en Etiopía.